# Song Machine, Season One: Strange Timez
Song Machine, Season One: Strange Timez — седьмой студийный альбом виртуальной британской группы Gorillaz, выпущенный 23 октября 2020 года на лэйблах Parlophone и Warner Records. Альбом выпущен как часть проекта Gorillaz Song Machine, веб-сериала состоящего из коллекции синглов и музыкальных клипов, названных «эпизодами». В каждом эпизоде участвовали приглашённые артисты. Альбом ознаменовал возвращение Мёрдока Никкалоса в рекламу после длительного отсутствия (последнее его появление было в альбоме The Now Now 2018 года).

## Об альбоме
28 января 2020 года группа официально выпустила несколько концепт-изображений и тизер, названный Song Machine. 23-секундный промо-сингл «Song Machine Theme Tune» был выпущен на потоковых сервисах с сопроводительным видео.  Деймон Албарн и Реми Кабака-младший поговорили с Энни Мак из BBC Radio 1 об официальной премьере, заявив, что Song Machine «возможно, будет иметь тупую повествовательную арку под конец каждого сезона, но это скорее „Озарк“, нежели „Последний кандидат“. Ты просто продолжаешь, пока у тебя не будет идей».
После премьеры «Episode One» 30 января 2020 года, Албарн рассказал, что группа была в студии со Schoolboy Q, хоть он и предположил, что песни будут сохранены для будущей серии Song Machine. Позже был выпущен пресс-релиз, чтобы подробнее объяснить Song Machine, в котором виртуальный участник группы Рассел Хоббс сказал: « Song Machine —  совершенно новый способ делать то, что мы делаем, Gorillaz ломают шаблоны, потому что шаблоны устарели. Мир движется быстрее, чем сверхзаряженная частица, поэтому мы должны быть готовы к падению. Мы даже не знаем, кто следующим шагнет через студию. Song Machine питается неизвестностью, работает на чистом хаосе. Так что, что бы ни случилось, мы готовы и готовы творить так, будто завтра не наступит никогда».
«Episode Two» был выпущен 27 февраля 2020 года. Несмотря на показанный месячный график, ни один сингл не был выпущен в марте из-за всплеска пандемии COVID-19. 24 марта, группа опубликовала заявление в Instagram, успокоив фанатов тем, что несмотря на «серьёзные времена» Song Machine будет продолжаться. «Episode Three» был выпущен 9 апреля.
2 мая 2020 года, отдельный от проекта сингл «How Far?» был выпущен без какого-либо анонса вне месячного графика первого сезона как дань уважения Тони Аллену, нигерийскому и французскому барабанщику, который умер 30 апреля и был частым соавтором с Албарном. В результате, «Episode Four», который изначально должен был выйти в конце музыкального клипа «Aries, был перенесён на 9 июня. После этого, 13 июня, альбом был доступен на вебсайте Gorillaz под названием Almanac CD, заявленный 10-трековым альбомом который будет упакован вместе с Gorillaz Almanac в октябре 2020.
После премьеры «Episode Five» 20 июля было заявлено, что проект уходит на небольшой перерыв. 7 сентября был объявлен новый сингл «Strange Timez» с приглашённым Робертом Смитом. «Episode Six» (первый из эпизодов, записанный во время пандемии), был выпущен 9 сентября, вместе с анонсом названия альбома и списком композиций. «Episode Seven» был выпущен 1 октября, «Episode Eight» — 5 ноября.

## Музыкальный стиль
Критики в первую очередь описали альбом как альтернативный рок, электронную музыку и хип-хоп. Помимо этого, критики отметили влияние поп музыки ,электропоп музыки, панк-рока, инди-рока, R&B, фанка, босса-новы, регги,  эйсид-хаус и даунтемпо.
Сои Ким из Vogue прокомментировал, что пластинка «показывает амбициозное и хаотичное смешение звуков и жанров», и отметил, что звучание варьировалось от панк-рока до R&B и хип-хопа. Томас Смит из NME также отметил стилистическое разнообразие альбома, заявив, что пластинка представляет собой «разнообразное дело, которое черпает вдохновение из Албарна и возможной склонности группы [sic] к исследованиям: панк-рок непринуждённо соседствует с блестящими фортепианными балладами, в то время как игривый хип-хоп и меланхоличная пост-рейвовая атмосфера успокаивают наши раскалывающиеся головы».

## Критика
| Совокупная оценка    | Совокупная оценка |
| Источник             | Оценка            |
| -------------------- | ----------------- |
| AnyDecentMusic?      | 7.6/10            |
| Metacritic           | 81/100            |
| Оценки критиков      |                   |
| Источник             | Оценка            |
| AllMusic             | [ 21 ]            |
| Consequence of Sound | B                 |
| Clash                | [ 23 ]            |
| Entertainment Weekly | 7.5/10            |
| The Guardian         | [ 25 ]            |
| Gigwise              | [ 26 ]            |
| The Independent      | [ 27 ]            |
| Mojo                 | [ 28 ]            |
| NME                  | [ 29 ]            |
| Rolling Stone        | [ 30 ]            |

Song Machine, Season One: Strange Timez собрал довольно положительные отзывы от критиков. На Metacritic, присваивающем нормализованные оценки по 100-балльной шкале по отзывам популярных изданий, альбом получил средний 81 балл, основанный на 15 отзывах . На агрегаторе AnyDecentMusic? средняя оценка альбому — 7.6 из 10.
В своём позитивном отзыве Алексис Петридис из The Guardian похвалил приглашённых артистов, заявив: «Дело не только в том, что гости демонстрируют великолепный вкус музыки Албарна, хотя они это и делают — от St. Vincent, Октавиана, Джорджии до Unknown Mortal Orchestra, по крайней мере, в треках deluxe издания — но и в том, как он решает использовать их голоса». Джордан Блум из Consequence of Sound также похвалил приглашённых артистов, отметив, что альбом «воплощает фирменную язвительную причудливость Gorillaz, стилистическую гибкость и заманчивое привлечение приглашённых музыкантов». Блум также похвалил темп альбома, заявив, что альбом «течёт очень плавно, сохраняя плавный темп и одновременно меняя стили с постоянной регулярностью».

## Список композиций
Song Machine, Season One: Strange Timez — Стандартная версия
| №   | Название                                                       | Автор(ы)                                                                                  | Длительность |
| --- | -------------------------------------------------------------- | ----------------------------------------------------------------------------------------- | ------------ |
| 1.  | «Strange Timez» (совместно с Робертом Смитом)                  | Деймон Албарн Реми Кабака мл. Роберт Смит                                                 | 3:47         |
| 2.  | «The Valley of the Pagans» (совместно с Беком)                 | Албарн Кабака Бек                                                                         | 3:01         |
| 3.  | «The Lost Chord» (совместно с Ли Джоном)                       | Албарн Кабака Джеймс Форд Ли Джон                                                         | 4:03         |
| 4.  | «Pac-Man» (совместно с Скулбой Кью)                            | Албарн Кабака Джон Смайт Пол Хьюстон Куинси Ханли Элвин Шахбазян Джоел МакНил Джон МакНил | 3:12         |
| 5.  | «Chalk Tablet Towers» (совместно с St. Vincent)                | Албарн Кабака Энни Кларк                                                                  | 3:02         |
| 6.  | «The Pink Phantom» (совместно с Элтоном Джоном и 6lack)        | Албарн Кабака Рикардо Валентайн                                                           | 4:13         |
| 7.  | «Aries» (совместно с Питером Хуком и Georgia)                  | Албарн Кабака Питер Хук Ричард Исонг                                                      | 4:13         |
| 8.  | «Friday 13th» (совместно с Octavian)                           | Албарн Кабака Октавиан                                                                    | 3:35         |
| 9.  | «Dead Butterflies» (совместно с Kano и Roxani Arias)           | Албарн Кабака Дэррил Гейл Мэттью Миддлбрукс Кейн Робинсон Майкл Уильямс II Arias          | 4:33         |
| 10. | «Désolé» (Расширенная версия) (совместно с Фатоматой Диаварой) | Албарн Кабака Форд Диавара                                                                | 5:33         |
| 11. | «Momentary Bliss» (совместно с Slowthai и Slaves)              | Албарн Кабака Майк Дин Тайрон Фрэмптон Лоуренс Винсент Исаак Холман                       | 3:41         |

Song Machine, Season One: Strange Timez — Deluxe 2-CD версия (Диск 2)
| №  | Название                                                         | Автор(ы)                                                                       | Длительность |
| -- | ---------------------------------------------------------------- | ------------------------------------------------------------------------------ | ------------ |
| 1. | «Opium» (совместно с Earthgang)                                  | Албарн Кабака Олу Фанн Эйан Паркер Йсонг                                       | 6:50         |
| 2. | «Simplicity» (совместно с Joan As Police Woman)                  | Албарн Кабака Джоан Вассер                                                     | 2:44         |
| 3. | «Severed Head» (совместно с Goldlink и Unknown Mortal Orchestra) | Албарн Кабака Д'Энтони Карлос Рубан Нильсон                                    | 3:34         |
| 4. | «With Love to an Ex» (совместно с Moonchild Sanelly)             | Албарн Кабака Moonchild Sanelly                                                | 3:00         |
| 5. | «MLS» (совместно с JPEGMafia и Chai)                             | Албарн Кабака Баррингтон Хендрикс Кана Обата Мана Обата Юна Мацуи Юки Мизутани | 3:14         |
| 6. | «How Far?» (совместно с Тони Алленом и Скептой)                  | Албарн Кабака Джозеф Аденуга Тони Аллен                                        | 2:46         |

Song Machine, Season One: Strange Timez — Японская Deluxe 2-CD версия (Диск 2) Бонус-трек
| №                   | Название                     | Автор(ы)            | Длительность |
| ------------------- | ---------------------------- | ------------------- | ------------ |
| 1.                  | «Taxi Back to 80s Reykjavik» | Албарн Кабака       | 2:43         |
| Общая длительность: | Общая длительность:          | Общая длительность: | 24:51        |

## Чарты

### Weekly charts
| Чарт (2020)                         | Позиция |
| ----------------------------------- | ------- |
| Australian Albums (ARIA)            | 5       |
| Austrian Albums (Ö3 Austria)        | 9       |
| Belgian Albums (Ultratop Фландрия)  | 6       |
| Belgian Albums (Ultratop Валлония)  | 12      |
| Croatian International Albums (HDU) | 4       |
| Canadian Albums (Billboard)         | 18      |
| Danish Albums (Hitlisten)           | 12      |
| Dutch Albums (Album Top 100)        | 6       |
| French Albums (SNEP)                | 19      |
| German Albums (Offizielle Top 100)  | 9       |
| Hungarian Albums (MAHASZ)           | 4       |
| Irish Albums (IRMA)                 | 2       |
| Italian Albums (FIMI)               | 23      |
| Japanese Albums (Oricon)            | 65      |
| New Zealand Albums (RMNZ)           | 5       |
| Polish Albums (ZPAV)                | 41      |
| Swiss Albums (Schweizer Hitparade)  | 8       |
| UK Albums (OCC)                     | 2       |
| US Billboard 200                    | 12      |